# David Heyman

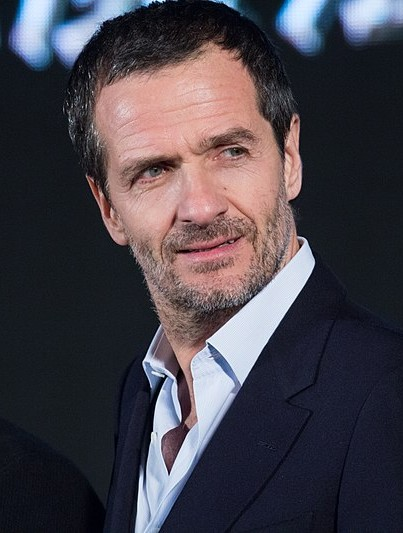
David Heyman (2016)

David Jonathan Heyman (* 1961 in London) ist ein britischer Filmproduzent.
Zu Beginn seiner Karriere arbeitete Heyman als Produktionsassistent. 1992 produzierte er seinen ersten eigenen Film Juice – City-War, 1994 folgte Chicks.
Er genoss einigen Erfolg als ausführender Produzent in Amerika, bevor er nach London zurückkehrte und 1997 seine eigene Firma Heyday Films gründete.
Seitdem hat Heyman viele bedeutende Filme produziert, unter ihnen die Harry-Potter-Verfilmungen. 2005 war Heyman ausführender Produzent der CBS Fernsehserie Nemesis – Der Angriff.
Im April 2025 wurde bekannt, dass Heyman gemeinsam mit Amy Pascal den neuen James-Bond-Film produzieren werde, der nach der Ära von Daniel Craig in der Titelrolle spielt.

## Filmografie (Auswahl)
- 1992: Juice – City-War (Juice)
- 1994: Chicks
- 1996: Seitensprung in Manhattan (The Daytrippers)
- 1998: Ravenous – Friss oder stirb (Ravenous)
- 2001: Harry Potter und der Stein der Weisen (Harry Potter and the Philosopher’s Stone)
- 2002: Harry Potter und die Kammer des Schreckens (Harry Potter and the Chamber of Secrets)
- 2004: Harry Potter und der Gefangene von Askaban (Harry Potter and the Prisoner of Azkaban)
- 2004: Taking Lives – Für Dein Leben würde er töten (Taking Lives)
- 2005: Harry Potter und der Feuerkelch (Harry Potter and the Goblet of Fire)
- 2007: Harry Potter und der Orden des Phönix (Harry Potter and the Order of the Phoenix)
- 2007: I Am Legend
- 2008: Der Junge im gestreiften Pyjama (The Boy in the Striped Pyjamas)
- 2008: Der Ja-Sager (Yes Man)
- 2009: Harry Potter und der Halbblutprinz (Harry Potter and the Half-Blood Prince)
- 2010: Harry Potter und die Heiligtümer des Todes – Teil 1 (Harry Potter and the Deathly Hallows – Part 1)
- 2011: Harry Potter und die Heiligtümer des Todes – Teil 2 (Harry Potter and the Deathly Hallows – Part 2)
- 2011: Die Verschwörung – Verrat auf höchster Ebene (Page Eight, Fernsehfilm)
- 2013: Gravity
- 2014: Testament of Youth
- 2014: Paddington
- 2016: The Light Between Oceans
- 2016: Phantastische Tierwesen und wo sie zu finden sind (Fantastic Beasts and Where to Find Them)
- 2017: Paddington 2
- 2018: Phantastische Tierwesen: Grindelwalds Verbrechen (Fantastic Beasts: The Crimes of Grindelwald)
- 2019: Once Upon a Time in Hollywood
- 2019: Marriage Story
- 2020: Der geheime Garten (The Secret Garden)
- 2022: Phantastische Tierwesen: Dumbledores Geheimnisse (Fantastic Beasts: The Secrets of Dumbledore)
- 2022: Weißes Rauschen (White Noise)
- 2023: Barbie
- 2023: Wonka
- 2025: The Rivals of Amziah King

## Preise und Auszeichnungen (Auswahl)
- 2011: Preis der Frankfurter Buchmesse für die beste Literaturverfilmung
- 2014: Oscar-Nominierung in der Kategorie Bester Film für Gravity
- 2014: Auszeichnung mit Alexander Korda Award for Best British Film für Gravity
- 2016: Lifetime Achievement Award in Motion Pictures
- 2019: Gotham Award für Marriage Story (Bester Film)
- 2020: Oscar-Nominierung in der Kategorie Bester Film für Once Upon a Time... in Hollywood
- 2020: Oscar-Nominierung in der Kategorie Bester Film für Marriage Story
- 2024: Oscar-Nominierung in der Kategorie Bester Film für Barbie